# Jungiella laminata
Jungiella laminata är en tvåvingeart som först beskrevs av Szabo 1960.  Jungiella laminata ingår i släktet Jungiella och familjen fjärilsmyggor. Inga underarter finns listade i Catalogue of Life.